# Beszterce-Naszód megye községeinek listája

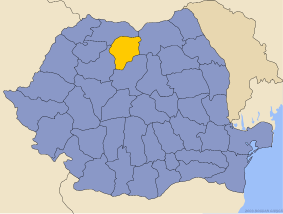
Beszterce-Naszód megye elhelyezkedése Romániában

Ez a lista  Beszterce-Naszód megye községeit sorolja fel a magyar elnevezés ábécésorrendjében.
| Magyar név        | Román név           | Terület (km²) | Lakosság 2011-ben (fő) | Községközpont     | Beosztott falvak |
| ----------------- | ------------------- | ------------- | ---------------------- | ----------------- | --- |
| Alsóborgó         | Josenii Bârgăului   | 42,94         | 4541                   | Alsóborgó         | Dornavölgyitelep, Középborgó, Oroszborgó                                                                                |
| Apanagyfalu       | Nușeni              | n.a.          | 3037                   | Apanagyfalu       | Almásmálom, Bőd, Fellak, Felsőoroszfalu, Nyírmezőtanya, Vice                                                            |
| Árpástó           | Braniștea           | 41,64         | 3047                   | Árpástó           | Magyardécse, Omlásalja                                                                                                  |
| Borgóbeszterce    | Bistrița Bârgăului  | 18,64         | 3815                   | Borgóbeszterce    | Kolibica |
| Borgóprund        | Prundu Bârgăului    | 41,96         | 5633                   | Borgóprund        | Felsőborgó |
| Borgótiha         | Tiha Bârgăului      | 190,00        | 5722                   | Borgótiha         | Csószahegy, Marosborgó, Báránykő, Turjágó                                                                               |
| Budatelke         | Budești             | 53,15         | 1856                   | Budatelke         | Kiscég, Nagycég, Szénásbudatelke                                                                                        |
| Cetate            | Cetate              | 66,64         | 2230                   | Felsőszászújfalu  | Óvárhely, Petres |
| Csicsógyörgyfalva | Ciceu-Giurgești     | 53,01         | 1505                   | Csicsógyörgyfalva | Gáncs |
| Csicsómihályfalva | Ciceu-Mihăiești     | 34,96         | 1286                   | Csicsómihályfalva | Csicsóújfalu, Lábfalva                                                                                                  |
| Felőr             | Uriu                | 48,30         | 3208                   | Felőr             | Alsóilosva, Csicsóhagymás, Csicsókeresztúr                                                                              |
| Felsőilosva       | Târlișua            | 160,83        | 3113                   | Felsőilosva       | Cireași, Egrespuszta, Felsőpusztaegres, Lonkafalva, Lunca Sătească, Molisetitanya, Rakatyestanya, Sándorvölgy, Úrivölgy |
| Földra            | Feldru              | 125,53        | 7669                   | Földra            | Várorja |
| Galacfalva        | Galații Bistriței   | 71,26         | 2201                   | Galacfalva        | Dipse, Harina, Kisfehéregyház, Tacs                                                                                     |
| Hordó             | Coșbuc              | 48,52         | 1524                   | Hordó             | - |
| Ilvatelek         | Lunca Ilvei         | 110,60        | 3086                   | Ilvatelek         | - |
| Ispánmező         | Spermezeu           | 85,00         | 3123                   | Ispánmező         | Helmesaljavölgy, Lunca Borlesei, Jávorvölgy, Szita, Síktelep, Kisdebrek, Dögmező                                        |
| Jád               | Livezile            | 113,12        | 4250                   | Jád               | Aszúbeszterce, Dumbráva, Kusma, Bureaka                                                                                 |
| Kékes             | Chiochiș            | 91,13         | 3086                   | Kékes             | Aranyosszentmiklós, Buzaifogadók, Cente, Dellőapáti, Ketel, Mányik, Magyarborzás, Mezőveresegyháza, Szászzsombor        |
| Kisdemeter        | Dumitrița           |               | 2730                   | Kisdemeter        | Felsőbudak, Rágla |
| Kisilva           | Ilva Mică           | 52,50         | 3264                   | Kisilva           | - |
| Kiskaján          | Căianu Mic          | 58,12         | 3357                   | Kiskaján          | Csicsómező, Nagydebrek, Nagykaján                                                                                       |
| Kisrebra          | Rebrișoara          | 136,87        | 4269                   | Kisrebra          | Gersza I, Gersza II, Szamosontúli telep                                                                                 |
| Kissajó           | Șieuț               | 62,64         | 2652                   | Kissajó           | Friss, Sajósebes, Sajófelsősebes                                                                                        |
| Középfalva        | Chiuza              | 44,21         | 1886                   | Középfalva        | Diófás, Kőfarka, Szészárma                                                                                              |
| Les               | Leșu                | 90,10         | 2510                   | Les               | Lunca Leșului |
| Magura            | Măgura Ilvei        | 28,00         | 1821                   | Magura            | Arsicatelep |
| Major             | Maieru              | 130,16        | 7089                   | Major             | Dombhát |
| Mezőkecsed        | Miceștii de Câmpie  | 42,74         | 1086                   | Mezőkecsed        | Mezőköbölkút, Mezőviszolya                                                                                              |
| Mezőörményes      | Urmeniș             | 59,28         | 1949                   | Mezőörményes      | Câmp, Coșeriu, Fundáta, Kisújlak, Mezőújlak, Scoabe, Septér, Szarvadi szénafűdűlő, Völgytanya                           |
| Mezőszentmihály   | Sânmihaiu de Câmpie | 64,23         | 1459                   | Mezőszentmihály   | Fűzkút, Köbölkútitanyák, Lompérd, Mezőbarátfalva, Mezősolymos                                                           |
| Mezőszilvás       | Silivașu de Câmpie  | 20,62         | 1011                   | Mezőszilvás       | Bircágtanya, Drágatanya, Jobojtanya                                                                                     |
| Monorfalva        | Monor               | 52,98         | 1390                   | Monorfalva        | Gledény |
| Nagydemeter       | Dumitra             | 88,99         | 4282                   | Nagydemeter       | Csépán, Szásztörpény |
| Nagyilva          | Ilva Mare           | 56,88         | 2274                   | Nagyilva          | Mihalyászatanya |
| Nagynyulas        | Milaș               | 49,33         | 1286                   | Nagynyulas        | Komlód, Hegymögött, Gémestanya, Hirántanya, Oroszfája                                                                   |
| Nagyrebra         | Rebra               | 45,81         | 3163                   | Nagyrebra         | - |
| Nagysajó          | Șieu                | 71,98         | 2287                   | Nagysajó          | Árdány, Paszmos, Sajósolymos                                                                                            |
| Négerfalva        | Negrilești          | 60,66         | 2447                   | Négerfalva        | Emberfő, Porkerec |
| Nemegye           | Nimigea             | 98,36         | 5075                   | Magyarnemegye     | Virágosberek, Magyarnemegye, Mittye, Oláhnemegye, Oláhnémeti, Szamosmagasmart, Szamosmakód, Tóhát                       |
| Óradna            | Rodna               | 224,15        | 5777                   | Óradna            | Radnaborberek |
| Párva             | Parva               | 70,65         | 2371                   | Párva             | - |
| Petru Rareș       | Petru Rareș         | 32,58         | 3351                   | Retteg            | Baca |
| Romoly            | Romuli              | 102,29        | 1672                   | Romoly            | Dealu Ștefăniței |
| Runk              | Runcu Salvei        | 25,61         | 1228                   | Runk              | - |
| Sajómagyarós      | Șieu-Măgheruș       | 59,89         | 3756                   | Sajómagyarós      | Árokalja , Kentelke, Királynémeti, Pogyerej, Szeretfalva, Sajómagyarósi völgy                                           |
| Sajónagyfalu      | Mărișelu            | 71,68         | 2383                   | Sajónagyfalu      | Berlád, Bilak, Nec, Serling, SajószentivánZselyk                                                                        |
| Sajóudvarhely     | Șieu-Odorhei        | 51,16         | 2262                   | Sajóudvarhely     | Alsóegres, Felsőegres, Sajósárvár, Magyarberéte, Bethlenkeresztúr, Sajókiskeresztúr                                     |
| Somkerék          | Șintereag           | 70,82         | 3576                   | Somkerék          | Alsóbalázsfalva, Felsőbalázsfalva, Kajla, Somkeréki állomás, Szamoskócs, Sajószentandrás                                |
| Szálva            | Salva               | 26,32         | 2738                   | Szálva            | - |
| Szászbudak        | Budacu de Jos       | 60,58         | 2772                   | Szászbudak        | Alsóbudak, Kiszsolna, Malomárka, Simontelke                                                                             |
| Szászlekence      | Lechința            | 133,26        | 5678                   | Szászlekence      | Szászbongárd, Kerlés, Szászszentgyörgy, Szászszentjakab, Cegőtelke, Vermes                                              |
| Szentmáté         | Matei               | 86,02         | 2563                   | Szentmáté         | Aranyosmóric, Bödön, Kékesújfalu, Szászencs, Újős                                                                       |
| Szentjózsef       | Poiana Ilvei        | 16,48         | 1407                   | Szentjózsef       | - |
| Teke              | Teaca               | 140,78        | 5329                   | Teke              | Budurló, Kolozsnagyida, Mezőakna, Mezőerked, Szászpéntek                                                                |
| Telcs             | Telciu              | 291,42        | 5798                   | Telcs             | Bánffytelep, Bükkös, Telcișor                                                                                           |
| Újradna           | Șanț                | 267,67        | 3228                   | Újradna           | Máriavölgy |
| Zágra             | Zagra               | 126,00        | 3527                   | Zágra             | Bethlenkörtvélyes, Ciblesfalva, Gaurény, Pojény                                                                         |